# Зов (фильм, 1993)
«Зов» (азерб. Haray) — художественный фильм азербайджанского режиссёра Оруджа Курбанова, снятый в 1993 году по мотивам одноимённой пьесы Нушабы Мамедовой. Фильм повествует о трагедии двух подростков, ставших жертвами Ходжалинской резни.

## Сюжет
Фильм начинается сурой Корана «аль-Фатиха» и документальными кадрами, снятыми Чингизом Мустафаевым с места событий Ходжалинской резни. В фильме говорится о том, как два подростка — брат и сестра — во время событий в Ходжалы становятся свидетелями мук и страданий, которые испытывают жители города. Пытаясь выйти из окружения армян, герои фильма находят выход в самоубийстве — они вместе бросаются с обрыва.
Музыку к фильму написал Композитор Maмедов Галиб.

## Работа над фильмом
Фильм был снят заслуженным деятелем искусств Оруджем Курбановым на студии «Мозалан» (действующей при киностудии «Азербайджанфильм»). Вторым режиссёром был ныне заслуженный артист республики Анвар Гасанов. В фильме снимались заслуженные артисты Азербайджана Саида Кулиева и Мамедали Балаев, народная артистка Парвана Курбанова. Главные роли исполняли Нушаба Абдуллаева и Таджир Азизов.
Песни в фильме исполняли Бриллиант Дадашева и Азер Зейналов. Музыка исполняется инструментальным ансамблем под руководством народного артиста Рафика Бабаева.
Материальную помощь в создании фильма оказали Гянджинский ткацкий комбинат, исполнительский дом города Гянджа, Гянджинский промышленный профсоюз, благотворительное общество карабахских инвалидов «Хейрия», управление по ремонту «Bakl-Qafkazenerji». Также помощь в создании фильма оказали жители Гянджи, Ходжалы, Гаджикенда, Ханларского и Геранбойского районов.